# A New Beginning
A New Beginning — компьютерная игра в жанре графической адвенчуры, разработанная компанией Daedalic Entertainment и выпущенная в 2010 году для Windows, macOS и iOS.
В декабре 2012 года A New Beginning вышла в Steam и GOG под именем A New Beginning — Final Cut. В переиздание добавили 60 минут сюжетной анимации, перевод для семи языков включая русский, поддержку macOS, а также достижения Steam.

## Сюжет
Игра начинается в далёком будущем. Из-за глобальных экологических катастроф жизнь на Земле находится на грани исчезновения. Остатки человечества укрылись глубоко под землёй. Через короткое время вспышка на Солнце уничтожит всё живое на Земле, лишённой магнитосферы. Учёные будущего решаются на отчаянный шаг — они используют недавно изобретённую машину времени для того, чтобы забросить несколько групп людей в прошлое в различные города Земли, чтобы убедить людей прошлого предотвратить катастрофу. Однако выбранный отрезок времени — 2050 год — оказался неверным, Земля уже разрушена. Большинство путешественников погибает во время прибытия из-за стихийных бедствий. Выживает только группа, прибывшая в опустевший Сан-Франциско. Радистка Фей, командир Сальвадор и техник Дельвин, исследовав местную библиотеку, выяснили, что причиной экологической катастрофы оказался взрыв АЭС в Бразилии, из-за которого практически полностью были уничтожены дождевые леса Амазонии, что в короткий срок запустило цепную реакцию из глобальных катаклизмов, включая глобальное потепление и ядерную зиму.
Используя уцелевшую капсулу машины времени, Фей и Сальвадор перемещаются во временной период за неделю до предполагаемого взрыва. Фей планирует разыскать норвежского учёного Бента Свенссона, занимавшегося исследованиями в области использования цианобактерий в качестве источника дешёвой энергии. Фей надеется, что если удастся убедить людей использовать более дешёвый и безопасный источник энергии, это предотвратит взрыв АЭС. Однако сам Бент разочарован в своей работе и на момент встречи с Фей находится на пенсии по состоянию здоровья, а проектом занимается его сын Дюве. Теперь Фей необходимо убедить самого Бента возобновить исследования и запустить производство энергетических установок с цианобактериями как можно скорее. Однако у каждого персонажа есть свои мотивы и видение проблемы, что может помешать спасению Земли.

## Критика
Daedalic поручила музыкальное сопровождение композиторам из Knights of Soundtrack. В результате, музыка игры выиграла премию German Developers Award 2010 за лучший саундтрек к игре.
A New Beginning получила 72 % на Metacritic. Рецензии отметили хорошую историю, головоломки, рисованные пейзажи и графический стиль. Некоторые критики снизили оценку за ошибки в переводе.

## Продажи
Летом 2018 года, благодаря уязвимости в защите Steam Web API, стало известно, что точное количество пользователей сервиса Steam, которые играли в A New Beginning - Final Cut хотя бы один раз, составляет 108 523 человека.